# Schneiderův pohár

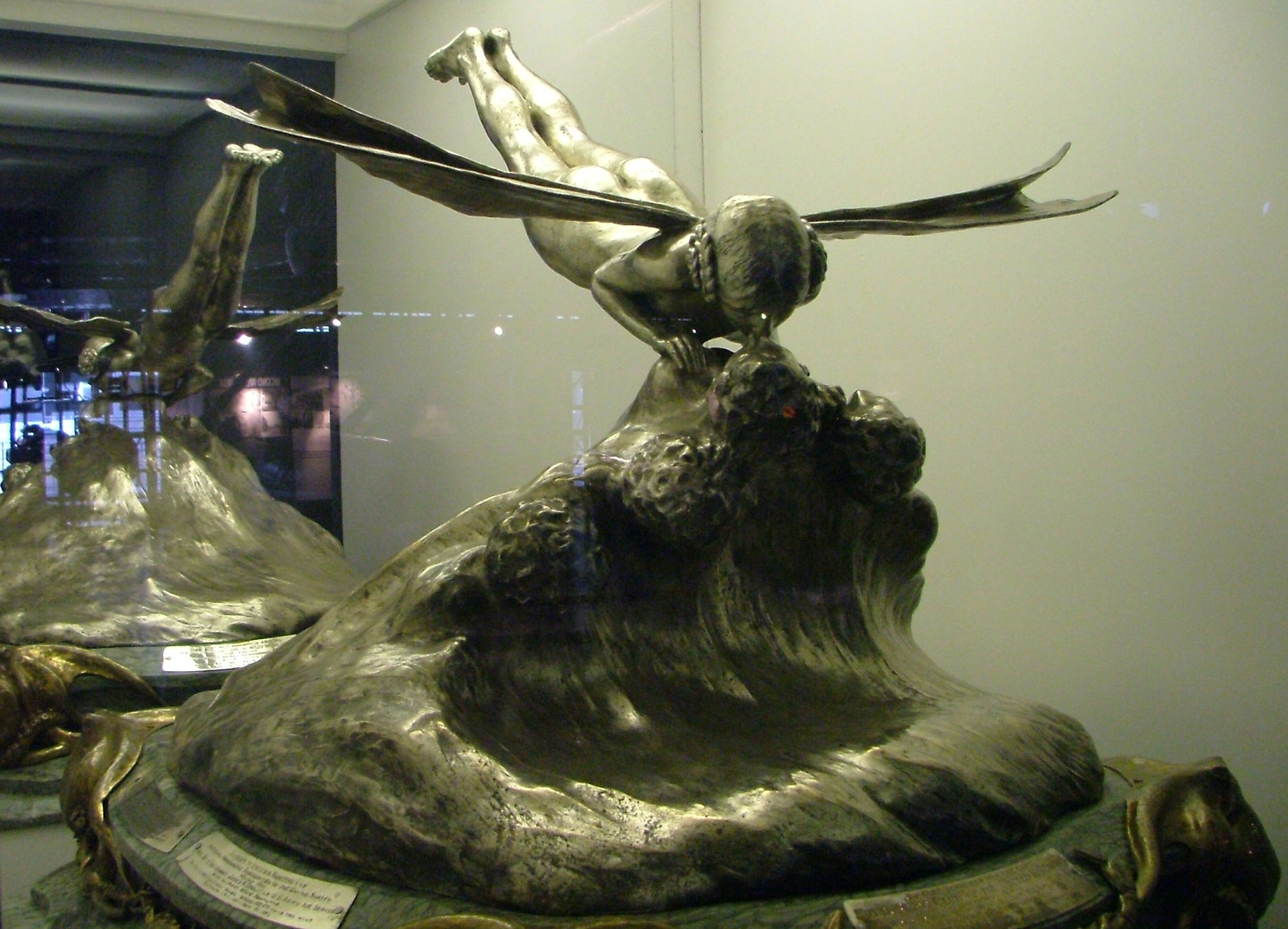
Schneiderova cena

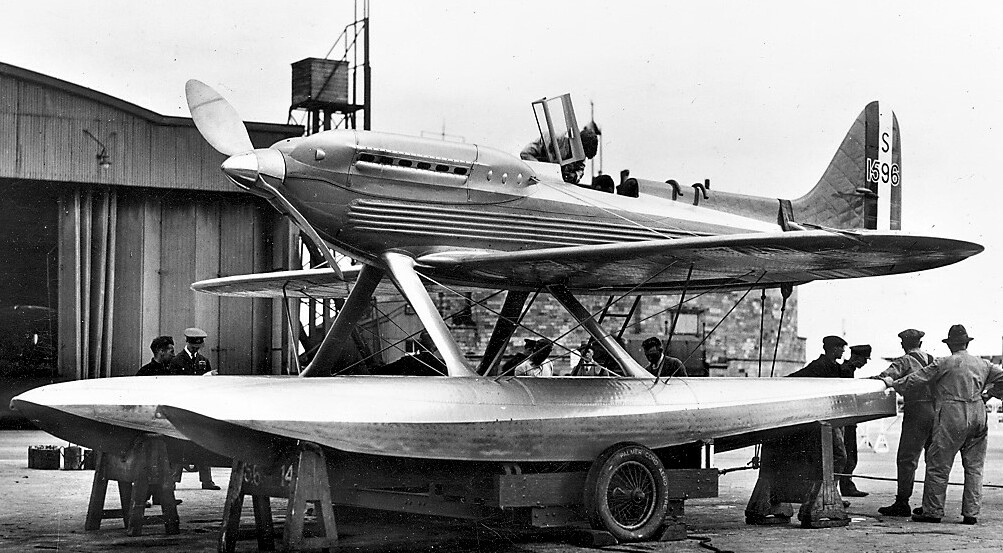
Supermarine S.6B, typ který díky třetímu vítězství letounů Supermarine získal trofej navždy pro Velkou Británii

Schneiderův pohár (oficiálním názvem Coupe d'Aviation Maritime Jacques Schneider) byla letecká soutěž vyhlášená francouzským průmyslníkem Jacquesem Schneiderem. Jednalo se o rychlostní závod hydroplánů létajících po trojúhelníkové trase délky 280 km, později 320 km. Mezi lety 1913 až 1931 se konal závod celkem 11krát.
Soutěž měla velký vliv na technický vývoj soudobých letadel. Schneider ji vyhlásil 5. prosince 1912 (podle jiných zdrojů již v roce 1911), první závod se letěl 6. dubna 1913 v Monaku a zúčastnili se ho 4 piloti.

## Vítězové
| Datum   | Místo konání                         | Vítězný letoun                       | Obrázek                              | Národnost                            | Pilot                                | Průměrná rychlost                    |
| ------- | ------------------------------------ | ------------------------------------ | ------------------------------------ | ------------------------------------ | ------------------------------------ | ------------------------------------ |
| 1913    | Monako                               | Deperdussin Monocoque                |                                      | France                               | Maurice Prévost                      | 73,56 km/h 45,71 mph                 |
| 1914    | Monako                               | Sopwith Tabloid                      |                                      | Velká Británie                       | Howard Pixton                        | 139,74 km/h 86,83 mph                |
| 1915–18 | Nekonal se z důvodu 1. světové války | Nekonal se z důvodu 1. světové války | Nekonal se z důvodu 1. světové války | Nekonal se z důvodu 1. světové války | Nekonal se z důvodu 1. světové války | Nekonal se z důvodu 1. světové války |
| 1919    | Bournemouth, Velká Británie          | Savoia S.13                          |                                      | Italské království                   | Guido Janello                        | Diskvalifikován                      |
| 1920    | Benátky, Italské království          | Savoia S.12                          |                                      | Italské království                   | Luigi Bologna                        | 172,6 km/h 107,2 mph                 |
| 1921    | Benátky, Italské království          | Macchi M.7bis                        |                                      | Italské království                   | Giovanni de Briganti                 | 189,66 km/h 117,85 mph               |
| 1922    | Neapol, Italské království           | Supermarine Sea Lion II              |                                      | Velká Británie                       | Henry Biard                          | 234,51 km/h 145,72 mph               |
| 1923    | Cowes, Velká Británie                | Curtiss CR-3                         |                                      | Spojené státy                        | David Rittenhouse                    | 285,29 km/h 177,27 mph               |
| 1924    | Nekonal se                           | Nekonal se                           | Nekonal se                           | Nekonal se                           | Nekonal se                           | Nekonal se                           |
| 1925    | Baltimore, Spojené státy             | Curtiss R3C-2                        |                                      | Spojené státy                        | James Doolittle                      | 374,28 km/h 232,57 mph               |
| 1926    | Hampton Roads, Spojené státy         | Macchi M.39                          |                                      | Italské království                   | Mario de Bernardi                    | 396,69 km/h 246,49 mph               |
| 1927    | Benátky, Italské království          | Supermarine S.5                      |                                      | Velká Británie                       | Sidney Webster                       | 453,28 km/h 281,66 mph               |
| 1929    | Calshot Spit, Velká Británie         | Supermarine S.6                      |                                      | Velká Británie                       | Richard Waghorn                      | 528,89 km/h 328,64 mph               |
| 1931    | Calshot Spit, Velká Británie         | Supermarine S.6B                     |                                      | Velká Británie                       | John Boothman                        | 547,31 km/h 340,08 mph               |